# Puente colgante de Conwy
El puente colgante de Conwy (nombre original en inglés: Conwy Suspension Bridge) es una estructura situada en Gales, catalogada como un monumento de Grado I. Conocido en idioma galés como Pont Grog Conwy, es uno de los primeros puentes colgantes del mundo diseñado para permitir el paso de carruajes. Ubicado en la ciudad de origen medieval de Conwy en el condado del burgo de Conwy, Gales del Norte, en la actualidad solo es transitable a pie. El puente está a cargo del National Trust. Originalmente daba paso sobre el río Conwy a la carretera A55 (T), que conecta las ciudades de Chester y Bangor.

## Historia

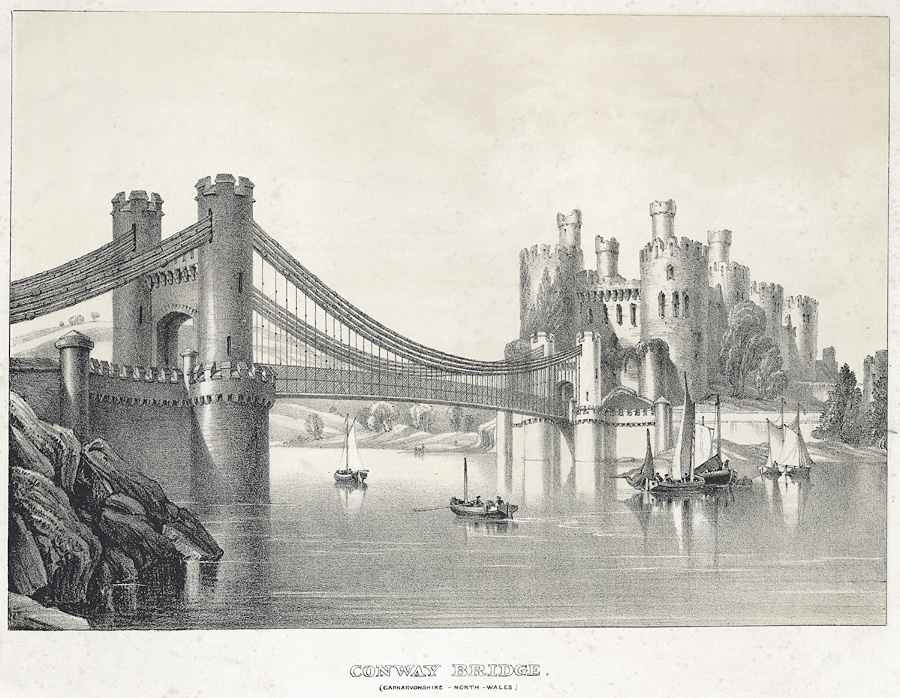
Puente de Conway c. 1840, antes de la construcción del puente tubular de Stephenson

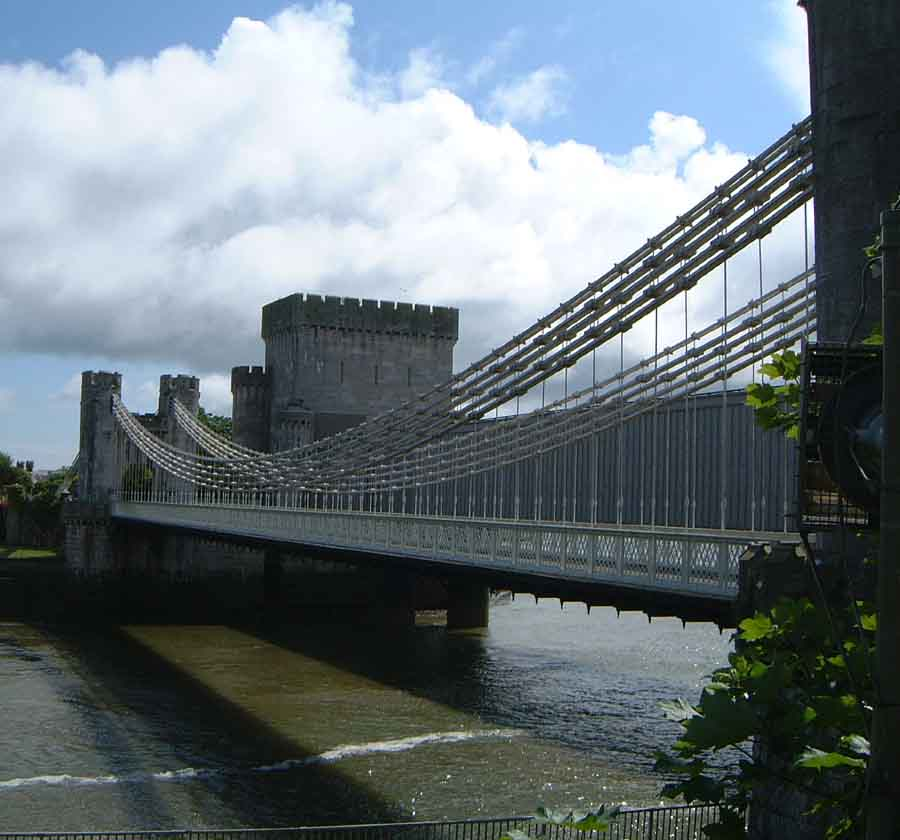
Puente colgante de Conwy

Construido por Thomas Telford, el puente colgante de 99.5 m de luz cruza el río Conwy junto al castillo de Conwy, declarado Patrimonio de la Humanidad. La estructura costó 51 000 libras esterlinas, y se construyó entre 1822 y 1826 con el fin de sustituir al transbordador que hasta entonces conectaba las dos orillas del río. Tiene el mismo estilo que uno de los otros puentes de Telford, el puente colgante de Menai. La plataforma de madera original fue reemplazada por una calzada de hierro a finales del siglo XIX y se reforzó con cables de alambre sobre las cadenas de hierro originales en 1903. Al año siguiente, se agregó una pasarela de 6 pies (1,8 m) de ancho para el tránsito de peatones. El puente fue reemplazado por un nuevo puente de carretera, por lo que se cerró al tráfico de vehículos a partir del 13 de diciembre de 1958, cuando Henry Brooke, ministro de Gales, realizó la ceremonia de inauguración del nuevo puente. Ahora solo se usa como pasarela, y desde 1965 ha sido propiedad del National Trust, que cobra una pequeña tarifa por poder recorrer el puente.

## Descripción
Telford diseñó el puente para que su aspecto coincidiera con el del castillo de Conwy, anexo al puente en la orilla izquierda del río. El tablero de la estructura estaba suspendido originalmente de dos grupos de cuatro cadenas cada uno, que se hallan superpuestas verticalmente, aunque más tarde se agregó una quinta cadena por encima a cada lado. A su vez, cada cadena está formada por grupos de cinco eslabones de chapa plana paralelos entre sí con ojales en sus extremos, conectados a unas piezas de enlace más cortas (formadas a su vez por grupos de seis piezas paralelas) provistas de dos pasadores y sus correspondientes ojales cada una, que también sirven para fijar las barras verticales de las que cuelga el tablero. Las dos torres de mampostería que soportan las cadenas están decoradas con crestería y disponen de un arco central sobre la calle adornado con matacanes. Las cadenas están ancladas en el lado este del río a un pedestal de hormigón y sillería, mientras que en el lado opuesto están ancladas al lecho rocoso y a la barbacana este del castillo, lo que obligó a demoler una parte de su muralla durante la construcción del puente. La proximidad del muro exterior del castillo a una de las torres, proporciona al puente colgante su inusual silueta asimétrica, dado que la zona batida por las cadenas en ese lado tiene aproximadamente la mitad de longitud que la del lado contrario.